# Сграда на „Вардар филм“
Сграда на „Вардар филм“ (на македонска литературна норма: Зграда на „Вардар Филм“) е сграда в град Скопие, Република Македония. Обявена е за паметник на културата.

## Описание
Сградата на студиото е изградена в 1974 година, специално за киностудиото „Вардар филм“. Състои се от сутерен, приземие и един етаж и в нея за разположени технологични отделения – зали за постпродукция на филми – тонобработка, синхронизация и монтаж на образ и звук – работни помещения, складови помещения за съхраняване на филмов материал и филмова документация.